# 中華人民共和國與大規模殺傷性武器
中華人民共和國已經研製成功並擁有大規模殺傷性武器，中國現時擁有核武器並曾擁有化學武器。中國第一顆原子彈於1964年10月16日在新疆羅布泊爆炸成功。1967年6月17日，中國的第一顆氫彈在羅布泊沙漠上空成功引爆。中國的核試驗一直持續到1996年，直至1997年批准《全面禁止核试验条约》後停止核試驗。中国于1984年参加《禁止生物武器公约》，在1996年签订《全面禁止核试验条约》，于1997年批准《禁止化学武器公约》。
2011年初，中國發布了一份國防白皮書，重申其維持「最低限度核威懾和不首先使用核武器」的核原則，但並未定義何為「最低限度核威懾」。中華人民共和國核武庫資料屬於國家機密，官方從來沒有透露過確實的核彈頭數量，只說中國的核武數量在「維持國家安全的最低水平」。因此數據多是由外國機構進行推測，比如美國科學家聯合會估計中國截至2015年擁有約260枚彈武器，在五大有核国家中排第四。而根據瑞典斯德哥爾摩國際和平研究所2023年報告，中國是世界第三大核武國，仅一年即从2022年的350枚增至2023年的410枚核武，并且在持续增加，并认为一旦中国认定需要，将有潜力在2030年将洲际弹道导弹数量扩充至美俄级别。SIPRI 助理高级研究员、美国科学家联合会核信息项目负责人Hans M. Kristensen认为中国已经开始了大规模核武库扩充。美國國防部2023年發布的《中國軍力報告》預測中國大陸核武製造速度加快，至2035年將擁有多達1500枚核彈頭，對此，中方並沒有直接否認及承認，但強調近期發展核武都是防禦性的。2023年，美國國防部在法院聽證會做證言，表示獲得了中國購入俄羅斯濃縮鈾的信息，官員強調情況確實令人憂心。美國情報界的一些估計，到2030中期中國的武器或將翻倍。

## 化学武器
中国于1993年1月13日签署《禁止化学武器公约》，并于1996年12月30日批准，是该公约的原始缔约国之一。在提交给禁止化学武器组织的官方声明中，中国政府声明自己虽在过去曾保有少量的化学武器，但已在批准《禁止化学武器公约》前尽数销毁完毕。该声明同时亦指出，中国境内仅有两家原用于化学制剂生产的工厂或制造过芥子气和路易氏剂等化学武器。
据《华盛顿邮报》的报道，在冷战期间的20世纪70年代，中国曾提供给阿尔巴尼亚少部分化学武器。1993年，美國声称中國籍貨輪“銀河號”秘密將化學武器原料運往中東。美方派人上船檢查，但最後未檢出任何違禁物品。事件令中美矛盾激化。
1945年侵华日军战败投降时，为掩盖使用化学武器的证据，侵华日军将大量化学武器掩埋地下或弃之于江河湖泊之中。日本遗弃在华化学武器至今仍对中国人民的生命财产和生态环境构成巨大危害，且曾导致黑龙江、吉林等多个省份发生日遗毒气受害事件。

## 生物武器
中国是《禁止生物武器公约》签署国之一，虽然中国政府官员表示，中国从未有过生物武器化的意图，但仍有报道聲稱中国曾在20世纪80年代对生物武器有过积极研究。
美国前国务卿奥尔布赖特曾在一封信中表达过，对中国可能将生物武器输送至伊朗和其他国家的行为表示过担忧。奥尔布赖特說道，自己曾收到关于中国企业将军民两用物资输出给伊朗政府的报告且引起她的关注，因此奥尔布赖特称美国政府须使中国采用全面的出口控制措施，从而停止对伊朗的生物武器研究协助。有鉴于此，美国于2002年1月16日采取行动，对被指控为伊朗提供生化武器制造原料的三家中国公司提出制裁。迫于此事件，中国在2002年颁布《中华人民共和国生物两用品及相关设备和技术出口管制条例》。
印度國防部資助的國防研究與分析研究所在2015年時，声称中國有一項生物武器計劃，並分佈在42個設施內，用於研究、開發、生產或測試生物武器的能力。不過根據美國非盈利機構核威脅倡議的說法，他們尋找不到該計劃存在的證據。

## 核武器

### 核武研发简史

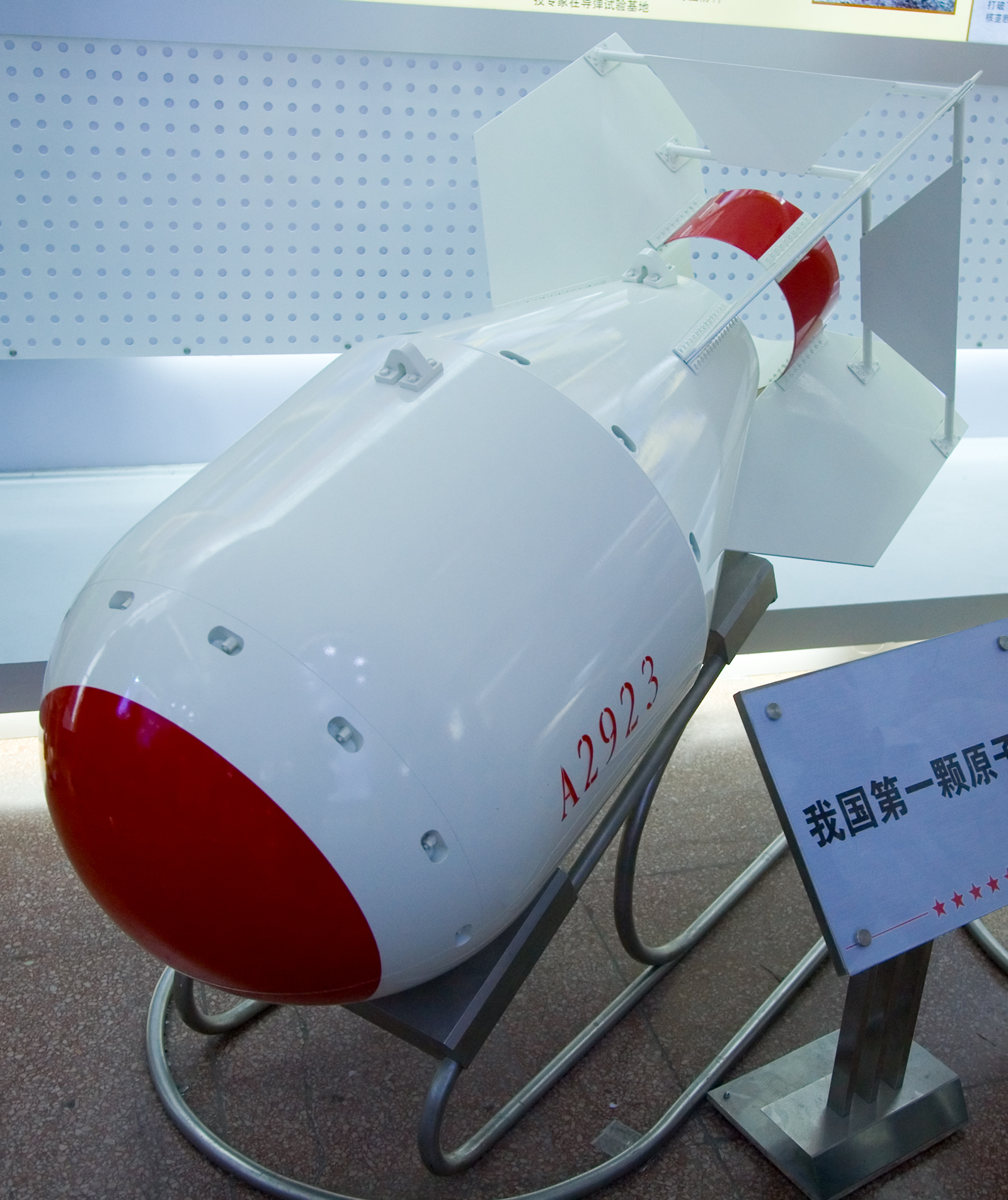
解放軍第一顆自由落体原子彈

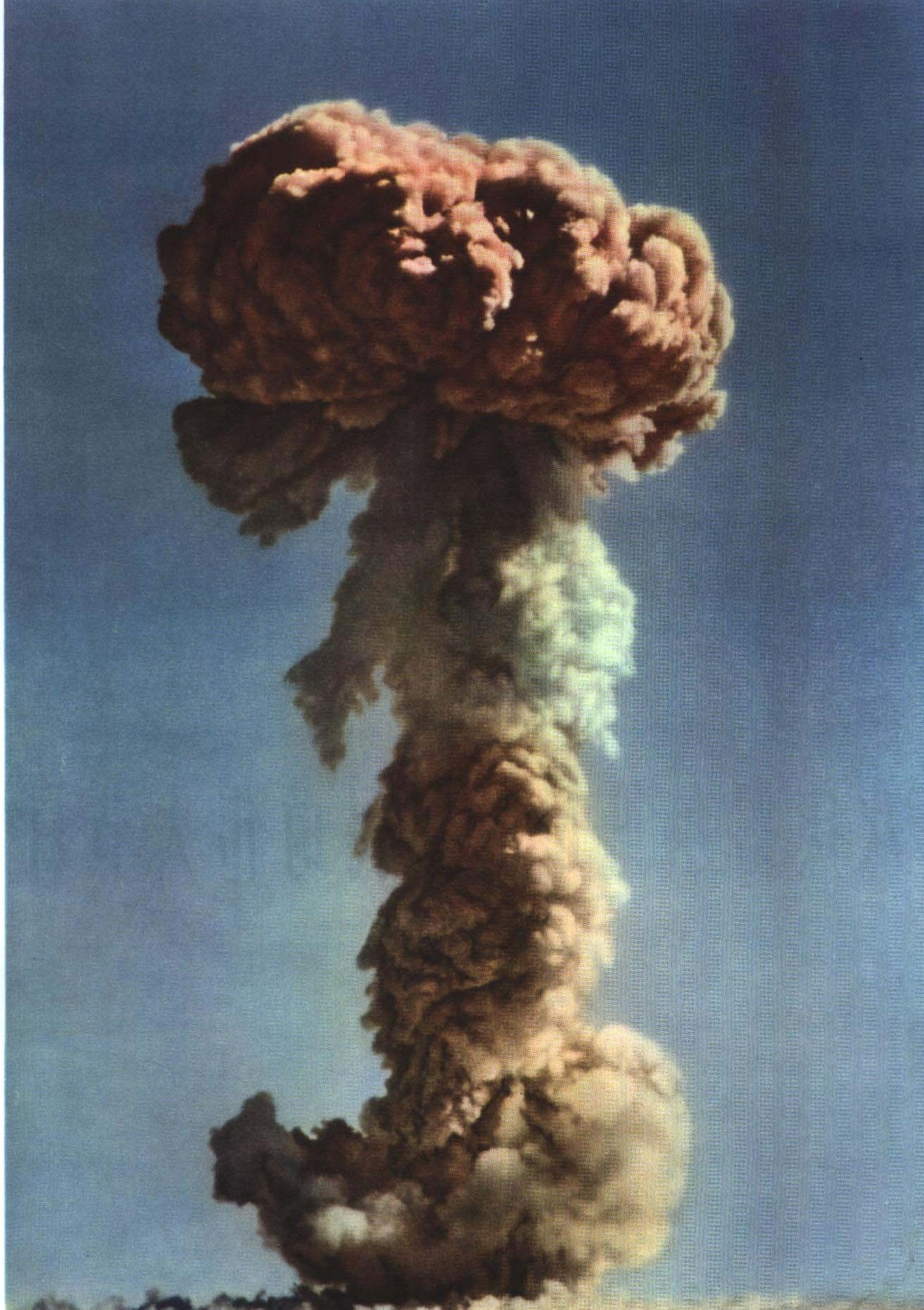
1964年中华人民共和国首次原子弹爆炸成功

中華人民共和國在1967年6月17日第六次核試驗中引爆自行研發的類似泰勒-烏拉姆設計方案的多級熱核炸彈，與第一次引爆裂變彈相距僅32個月，是從裂變到聚變核彈發展最快的國家。引爆的核彈當量331萬噸。有一些中文資料中的片言隻語顯示，中國當時採用同泰勒-烏拉姆設計方案略有區別的于敏設計方案，這個方案的要點在於使用X射線透鏡而非X射線反射鏡來實現從初級到次級的能量傳送，即「球柱球結構」。
- 1964年10月16日15时整，中国第一颗原子弹在新疆罗布泊爆炸成功，屬於兩彈一星成果。
- 1966年10月27日，导弹核武器试验成功
- 1967年6月17日，中国第一颗氢弹爆炸成功
- 1980年10月16日，最后一次大气核爆炸。
- 1986年3月21日，中国政府正式宣布不再进行大气层核试验。
- 1996年7月29日，成功进行一次地底核试验，[26]中国政府声明从7月30日起开始暂停核试验。

### 規模

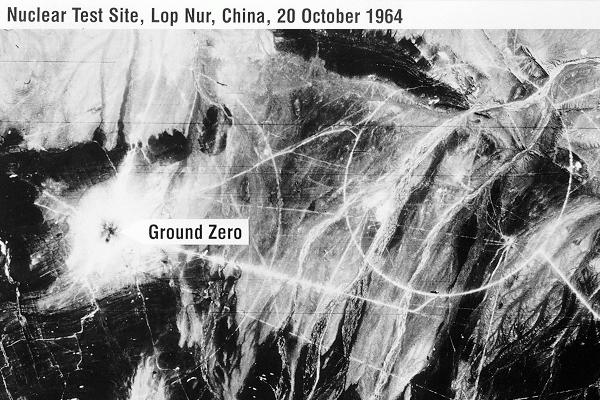
中國第一顆原子彈試驗後4天試驗場的衛星圖像。

國際社會一直在爭論中國核力量的規模，但由於中國官方的嚴格保密，因此很難確定中國核力量的確切規模和構成。幾份解密的美國政府報告給出了在不同歷史階段美國的估計數量。1984年，國防情報局的國防評估簡報估計中國的核武庫由150到160枚核彈頭組成。1993年美國國家安全委員會的一份報告估計，中國的核威懾力量依賴於60至70枚可裝載核彈頭的洲際彈道飛彈。國防情報局的《未來十年：1999-2020》報告估計1999年中國的核武器庫存在140到157件之間。2004年，美國國防部估計中國擁有大約20枚能夠瞄準美國的洲際彈道導彈。2006 年，美國國防情報局向參議院軍事委員會提交的一份估計是，“中國目前擁有 100 多枚核彈頭”。2022年，FAS 估計中國的軍事儲備為350枚核彈頭。 2023年1月，SIPRI估计中国核弹头已从一年前的的350枚增至410枚。
2021年，美國五角大樓指根據情報解放軍正擴充其核彈軍火庫，推測可能以每年50-100枚的速度製造。同時中國在核材料的投入近年也有增加的趨勢，預期中國的核武器在2030年前可以翻一番，美國海軍戰爭學院教授萊爾·戈德斯坦 （Lyle Goldstein）表示，中國擴張核武庫很可能因為其對台灣戰略的需要。
美國國防部於2022年12月發布《中國軍力報告》指出，預測的中國大陸核武製造速度沒有改變，至2035年將擁有多達1500枚核彈頭，中方對此未有回應，但指出美國自己仍繼續維持龐大核武庫，應該放棄自己的軍備競賽思維。

### 核政策
中国是《核不扩散条约》中的五个“有核国家”之一（1992年时任中共中央总书记兼中央军委主席江泽民批准该条约），也是五国中唯一一个做出不对无核国家使用核武器承诺的国家。“中国恪守在任何时候、任何情况下不首先使用核武器和无条件不对无核武器国家和无核武器区使用或威胁使用核武器的承诺。”

#### 2005年白皮书
在2005年，中国外交部公布的一份白皮书中声称，该国政府在任何时候、任何情况下将不会首先使用核武器。此外，文件中还表示，这“不首先使用”的政策将保持不变；并在未来，中国将不会对任何非核武器国家或无核武器区使用或威胁使用核武器。
2022年，美國國務院稱因應亞太局勢變化，北京當局似乎已經改變數十年來圍繞在低限威嚇的核武戰略，中國並沒有直接否認及承認。

### 飛彈載具估计

#### 2012年美国国防部年度军力报告
以下据美国国防部2012年向美国国会提交的《中华人民共和国军事力量》评估报告：
| 中国的导弹库存 (分類总计) | 发射器/ 导弹  | 估计射程      |
| ------------------------- | ------------- | ------------- |
| 洲際彈道飛彈（ICBM）      | 50-75/50-75   | 5500+ km      |
| 遠程彈道飛彈（IRBM）      | 5-20/5-20     | 3000-5400+ km |
| 中程彈道飛彈（MRBM）      | 75-100/75-100 | 1000-3000+ km |
| 短程彈道飛彈（SRBM）      | 200-250/1200+ | <1000 km      |
| 陸基巡弋飛彈（GLCM）      | 40-55/200-500 | 1500+ km      |

已知型號总计(2016年資料)
| 中国的导弹库存 (已知型號总计) | 发射器/ 导弹   | 估计射程    |
| ----------------------------- | -------------- | ----------- |
| 东风-5A/B                     | 20/20          | 13,000+ km  |
| 东风-31A                      | 60 / 60        | 11,200+ km  |
| 东风-31                       | 12 / 12        | 7,200+ km   |
| 东风-4                        | 10/10          | 5,400+ km   |
| 东风-26                       | 30/120         | 6,000+ km   |
| 东风-21C/D                    | 126/400+       | 1,750+ km   |
| 东风-21A                      | 40/60-80       | 1,750+ km   |
| 东风-15A/B/C                  | 168/1000~1200  | 600~900 km  |
| 东风-11A                      | 84/500~600     | 300~500 km  |
| 東風-10（对地巡航导弹）       | 80-100/300-600 | 2,000+ km   |
| 巨浪-1（潜射弹道导弹）        | ? / 12+        | 1,770+ km   |
| 巨浪-2（潜射弹道导弹）        | ? / 48+        | 8,000+ km   |
| 东风-16                       | 40~50/200+     | 1000~1500km |

## 早期針對中国的核讹诈或核威胁

### 来自美国
- 朝鲜战争中的核讹诈及核威胁
  - 1950年7月下旬朝鲜战局对美极为不利，美国为防止中国参战，派遣10架B-29轰炸机部署到关岛，并将消息通过《纽约时报》广泛传播开来，对华进行核讹诈，但最后美国因国内外压力将B-29轰炸机调回国。[39]
  - 1950年10月19日，美国参谋长联席会议正式建议着手研究对朝鲜、中国实施核打击的目标问题。11月30日，杜鲁门总统在记者会上声明正在积极考虑使用原子弹。12月初，美国飞机对北朝鲜首都平壤进行模拟核袭击。1951年4月，9架B-29轰炸机携带核弹头派往关岛、继而飞至冲绳岛，并举行公开的核战演习。6月初，美军侦察机侵入中国东北和山东上空，收集关于空袭目标的情报。[39]
  - 1952年，刚刚入主白宫的艾森豪威尔又一次对华进行核讹诈，声称为结束战争不惜扩大战争和使用核武器。[39]
  - 1953年2月11日，美国开始计划对朝鲜开城地区进行核打击。最终由于朝鲜战争结束而未实施。[39]
- 台海危机中的核讹诈及核威胁
  - 1955年1月18日，中国人民解放军在一江山岛战役中获胜。美国国务卿杜勒斯公开表示，如果台湾海峡发生战争，美国准备使用战术核武器。[40]
- 冷战中的核讹诈及核威胁
  - 1956年，根据已经解密的美国战略空军司令部档案《1959年原子弹需求研究》[41]，美国假设在1959年可能与苏联发生全面战争，计划使用核武器全面打击苏联，而无论中国是否参战也将是其目标，计划对中苏和东欧投下3423 件核武器，共消灭3.6亿至4.25亿人口，包括对中国的117个城市投放870枚原子弹，其中計劃投放最多核彈的城市有：上海82枚，廣州50枚，瀋陽44枚，天津36枚，太原32枚，南京27枚，北京26枚，其他被列入的城市也計劃投放2到25枚核彈不等。该计划最终因为赫鲁晓夫访美，美苏关系缓和而未被执行。
  - 在肯尼迪担任美国总统时期，其为阻止中华人民共和国研制核武器而计划联合苏联及退居台湾的中華民國政府对中国核武器研究基地实施核打击，但随着肯尼迪于1963年遇刺身亡而最终不了了之[42]。

最终，随着中国在1964年成功试爆核武器以及中美关系在1972年尼克松访华后得以改善，中美两国间也不再出现类似的核讹诈事件。

### 来自英国
根据2006年6月30日，英国国家档案馆解密的一批1957年到1961年间的绝密档案，二十世纪五六十年代，英国曾为了防止中国武力收回香港而计划对中国进行核打击。1950年代，香港经济开始起飞，再加上国际两大阵营的对峙，对英国来说，香港在经济和政治上的重要性提高。而且当时中国与西方国家的关系紧张，虽然当时中国政府没有武力夺取香港的计划，但英国依然担心中国会武力夺取香港。鉴于在朝鲜战场上对中国人民志愿军的战斗力的认知，英国认为常规战争的方式不足以在香港与中国抗衡，决定对中国进行核讹诈，在必要时对中国进行核打击。
1952年英国成功试爆原子弹后，英国就明确提出使用核武器遏制对手，核讹诈政策并非突发奇想。1956年时，英国就有对中国使用核武器的计划。之后，又多次讨论对中国实施核打击的可能性。在1961年2月22日英国外交大臣道格拉斯·赫姆致信首相麦克米伦的信中就有提到，假如中国武力收复香港，只有利用核武器才能解决。英国在新加坡部署核轰炸机，计划秘密储存48枚核弹。为满足携带核弹轰炸机的起降需求，英国还在东南亚不断提升军用机场品质。同时派遣携带有核弹的航母在东南亚海域巡逻，并曾计划装备核导弹的战略核潜艇部署到东南亚。
另外，英国还多次表示会配合美国对华核打击，并曾多次与美国对使用核打击保住香港方面秘密接洽，甚至敲定对中国实施核打击的细节问题。然而，在东南亚殖民地存放核武器的计划遭到当地人民的反对，并且中国于1964年成功试爆原子弹，致使英国对华核打击计划无法实施。直到1997年香港回归后中英之间的核危机才算结束。

### 来自苏联
珍寶島事件中以苏联国防部部长格列奇科元帅、副部長崔可夫元帅等人为首的军方强硬派認為要動用核武，苏联还秘密地与美国联系，试探性地提出对中国核力量实施摧毁性地打击。但美国总统尼克松与幕僚认为西方国家的最大威胁来自苏联，苏联对中国的打击，必然会招致中国的全面报复，可能导致全世界的战争，于是美国迅速地将这一秘密内容公开。中国共产党领导人毛澤東迅速採取政治和軍事方面多重策略，包含在北京修築地铁及地下防核炸隧道，最終蘇聯沒有使用核武，1991年苏联解体后，俄罗斯联邦承認珍寶島屬於中國。